# Волковская (станция метро)
«Во́лковская» — станция Петербургского метрополитена. Расположена на Фрунзенско-Приморской линии между станциями «Обводный канал» и «Бухарестская». Открыта 20 декабря 2008 года в составе первого пускового комплекса Фрунзенского радиуса «Звенигородская» — «Волковская».
До 28 декабря 2012 года станция являлась конечной на линии в южном направлении.
Название связано с расположением вестибюля вблизи Волковского проспекта, реки Волковки, муниципального округа Волковское, Волковского кладбища и товарной железнодорожной станции Волковская, и исторического района Волково.

## Наземные сооружения
Вестибюль станции расположен на пересечении Касимовской и Бухарестской улиц, вблизи одноимённой железнодорожной станции. Павильон представляет собой пятиугольное в плане четырёхэтажное здание, предназначенное для размещения служб метрополитена. Соединено с торговым комплексом «Радиус».

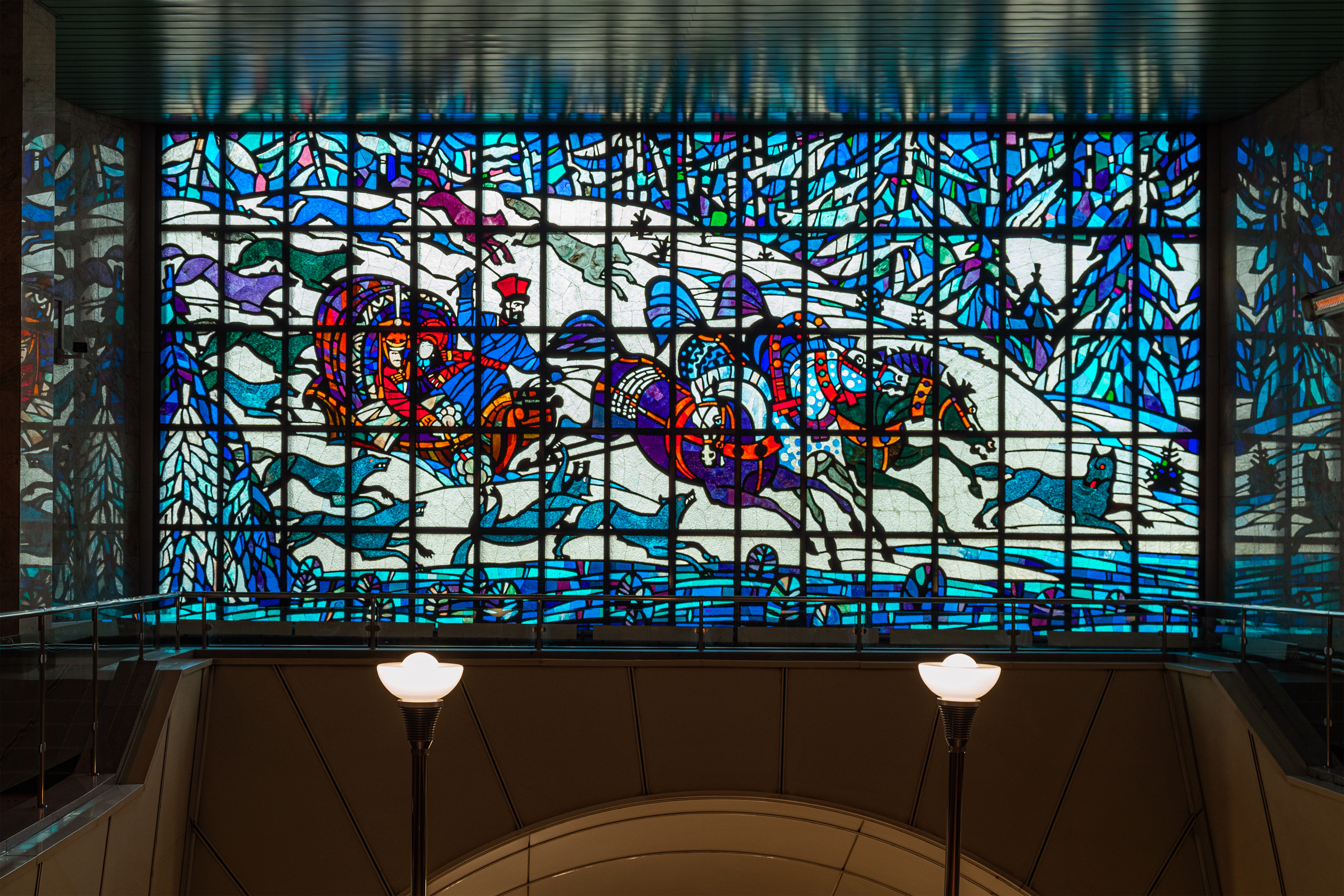
Витраж над эскалаторным спуском
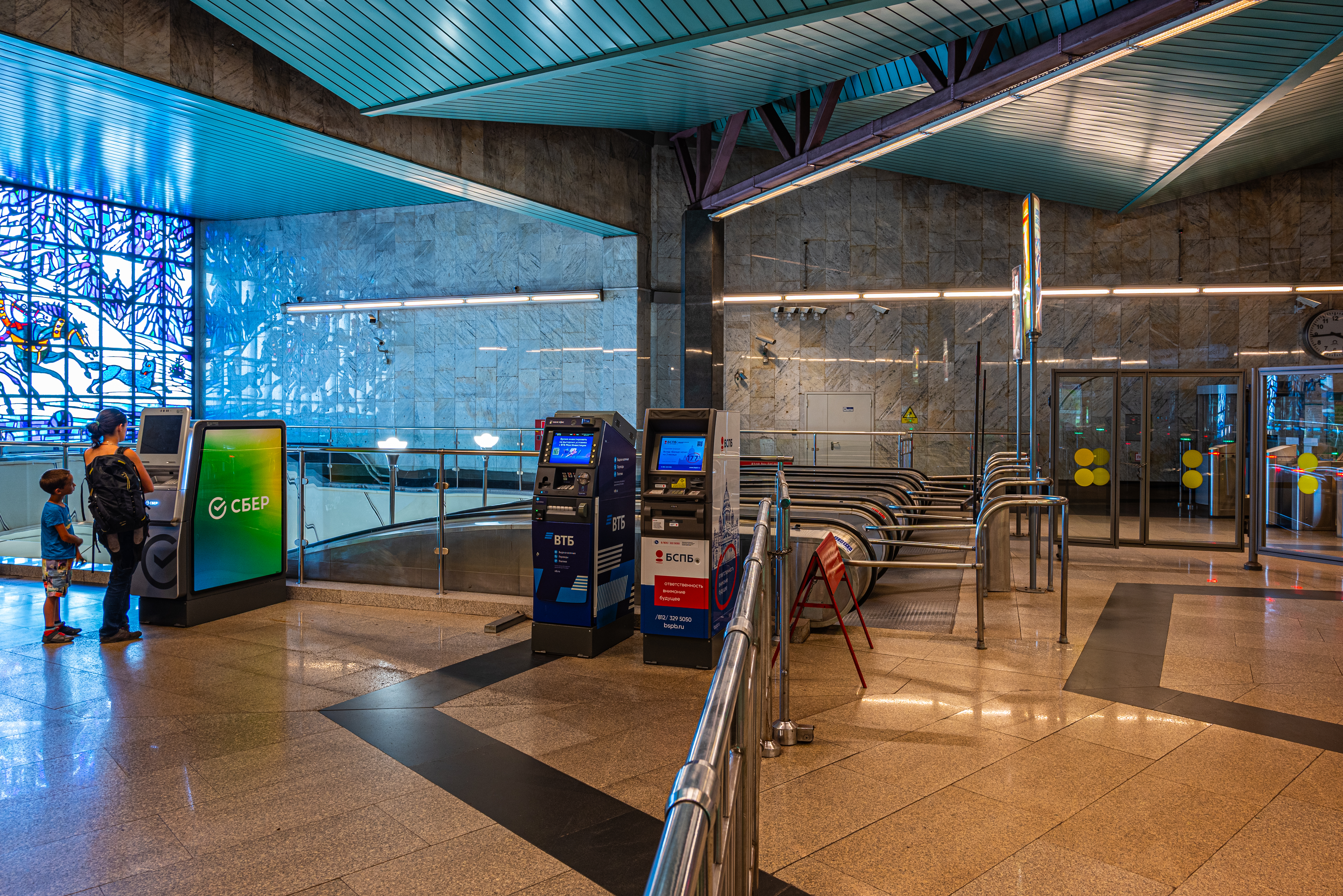
Вестибюль
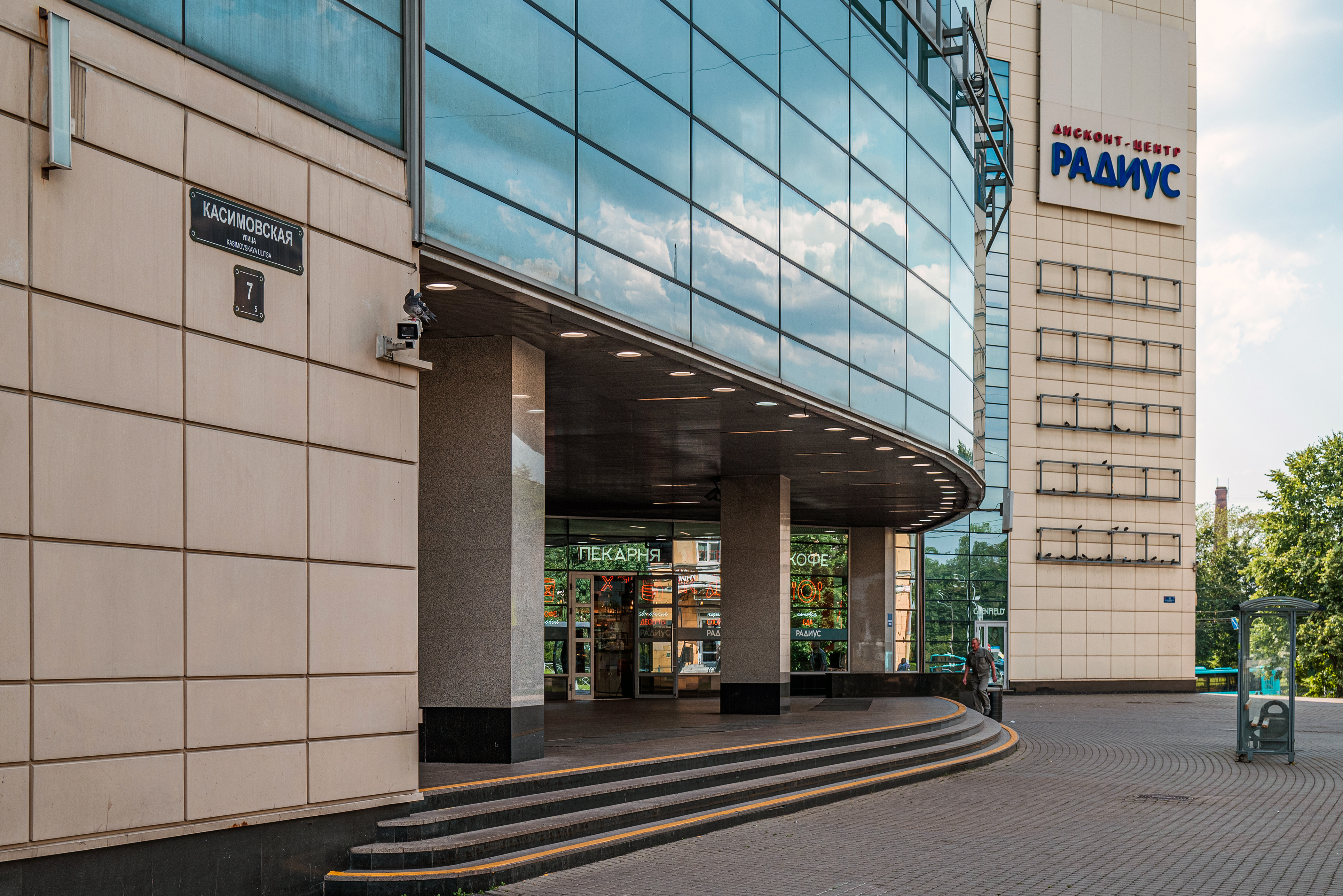
Вход со стороны Касимовской улицы

В конце 2006 года были озвучены перспективные планы по постройке переходов через железнодорожные пути и реконструкции железнодорожной станции Волковская под пассажирские перевозки.

## Подземные сооружения
«Волковская» — пилонная станция глубокого заложения (глубина 61 м), первая за более чем 45 лет станция подобного типа в петербургском метро («Горьковская», «Невский проспект» и «Сенная площадь» были открыты 1 июля 1963 года). Первоначально планировалось строительство односводчатой станции, но проект был изменён на колонную, а затем на пилонную. Проект был принят в 2004 году и сразу начал реализовываться.
С 2007 года в качестве архитектора станции указывался Николай Ромашкин-Тиманов.
Художественное оформление станции посвящено историческому району Санкт-Петербурга Волково. Станция украшена двумя художественно-декоративными панно, выполненными из мрамора различных оттенков в технике флорентийской мозаики (художники Быстров Александр Кирович и Быстров Егор Александрович).
Стены станции сиреневого цвета (по цвету пятой линии), гранитный пол — серого цвета с чёрно-белыми дорожками.
Наклонный ход с четырьмя эскалаторами располагается поперёк оси станции в её южном торце; в 2019 году светильники наклонного хода были заменены со «световых столбиков» на «факелы». К наклонному ходу ведёт лестница через II путь.

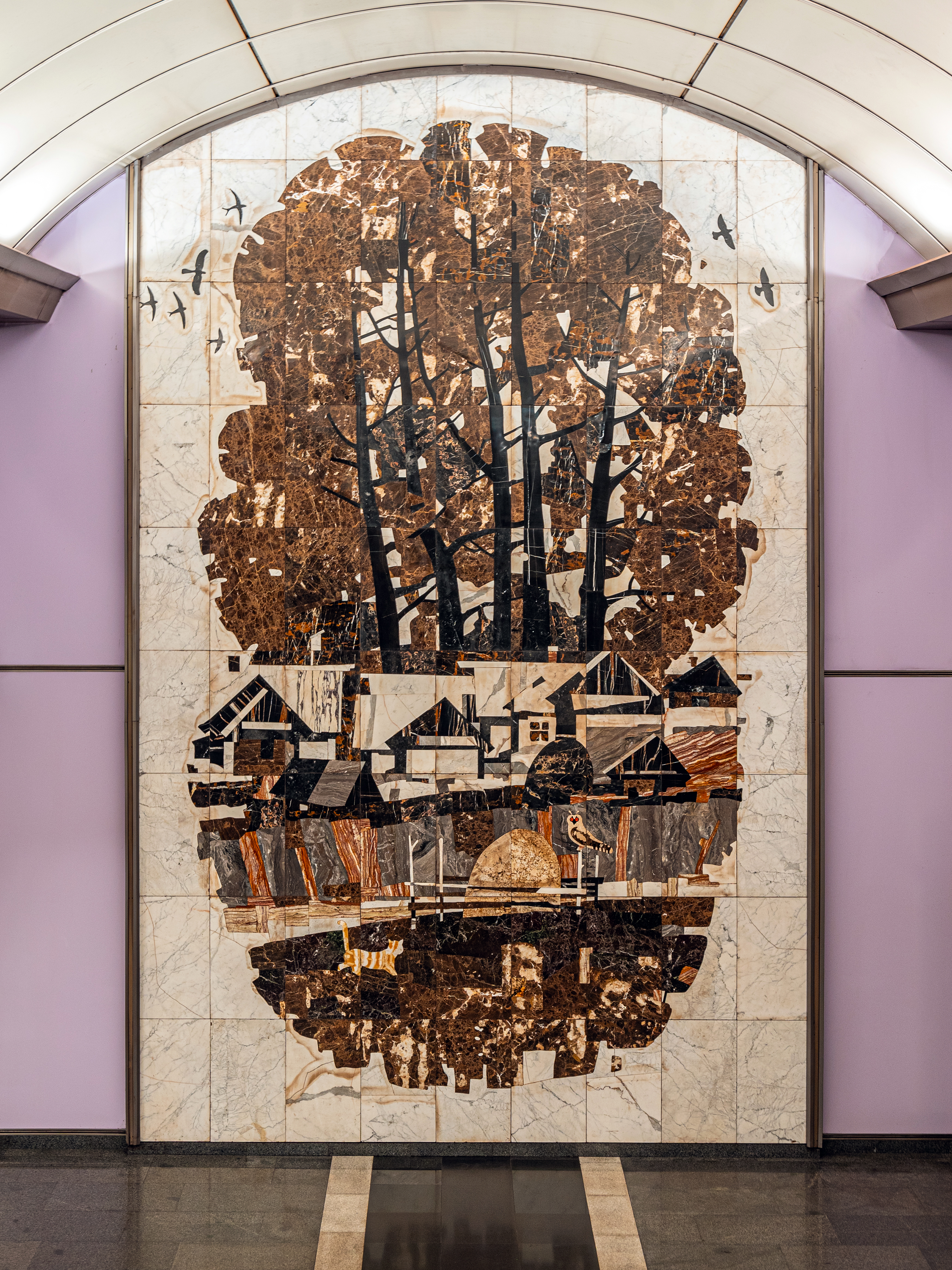
Панно у лестничного спуска
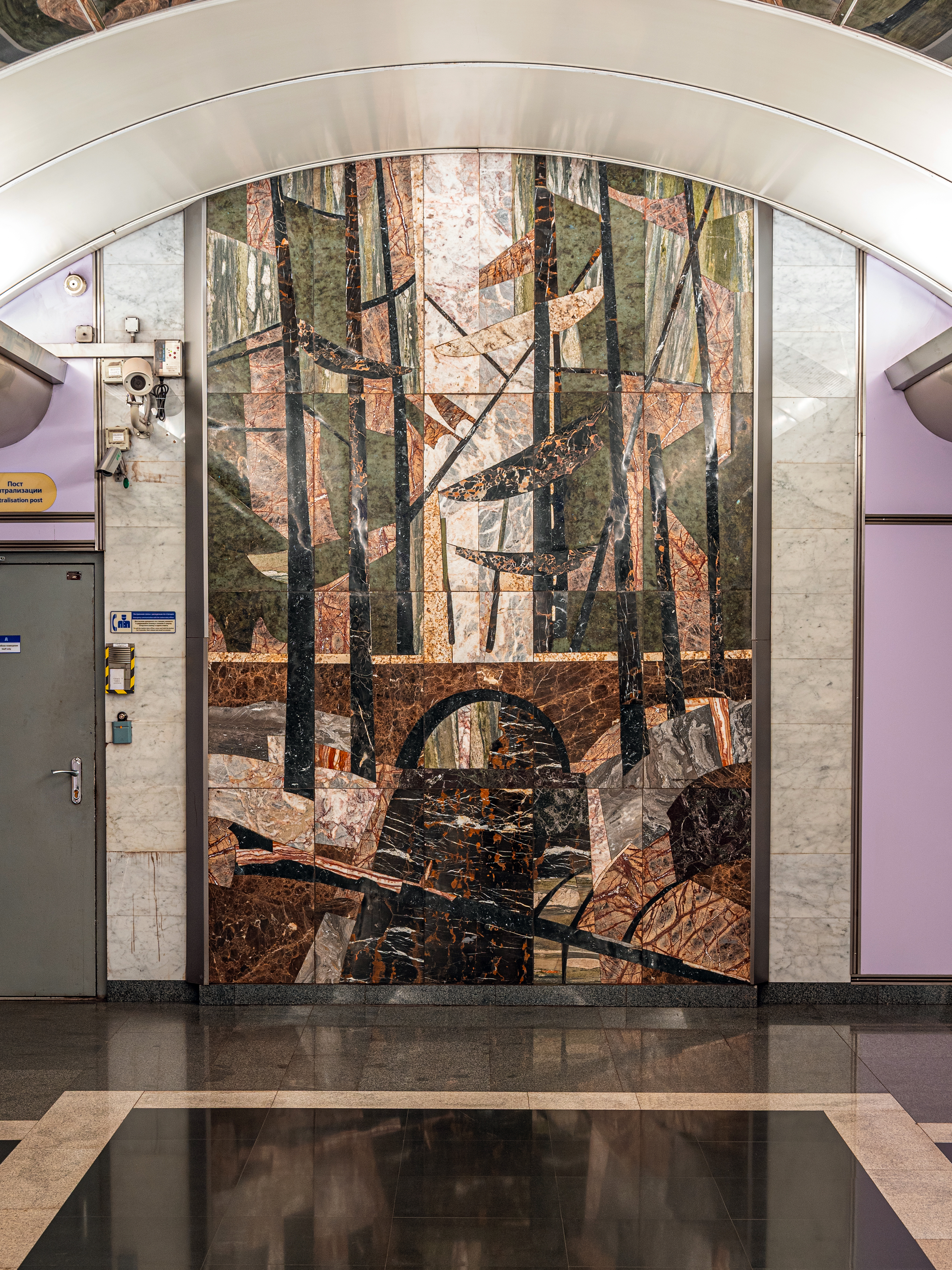
Панно центрального зала

## Особенности проекта и станции
В поперечном сечении центральный и боковые тоннели имеют круглые очертания с внутренним диаметром 7,7 м. С целью максимально рационального использования внутреннего объёма станции облицовка стен выполнена из гнутых тонкостенных (2 мм) металлокерамических панелей с прижимными профилями из нержавеющей стали. Свод станции, а также путевые стены выполнены с применением такой же технологии.
- «Волковская» — первая станция петербургского метро, в которой все информационные указатели и надписи продублированы на английском языке (для удобства туристов) в рамках реализации концепции так называемого «нового информационного пространства». После «Волковской» несколько видоизменённые указатели — часто выполненные в разнородном исполнении, и, по некоторым мнениям, почти всегда портящие внешний вид станций и путающие пассажиров[3] стали появляться и на других станциях.
- В одном из торцов станции установлены односторонние круглые часы.

## Строительство
В 1990 году началось строительство Фрунзенско-Приморской линии.
В 1995 году строительство было приостановлено из-за отсутствия финансирования.
В январе 2005 года работы на станции возобновились — была осуществлена проходка 140 метров левого и 50 метров правого станционных тоннелей.
В июне 2007 года была произведена разработка наклонного хода, началось строительство вестибюля. При этом разрешение на строительство вестибюля было выдано службой стройнадзора лишь 15 декабря 2008 года — за 5 дней до открытия станции.
В ноябре 2007 года были завершены проходческие работы, и началась укладка рельсов.
В начале 2008 года завершилось возведение четырёх этажей наземного вестибюля, сооружение наклонного хода, проходка перехода от нижней натяжной камеры до станции. На станции было произведено раскрытие проёмов.
20 декабря 2008 года, после неоднократных переносов сроков (1 декабря, 18 декабря, 24 декабря), состоялось торжественное открытие станции.
По сообщению электронной газеты «Общественный контроль», официальное разрешение на ввод здания в эксплуатацию со стороны службы стройнадзора СПб ГУП «Петербургский метрополитен» получил только в 2014 году.

## Галерея

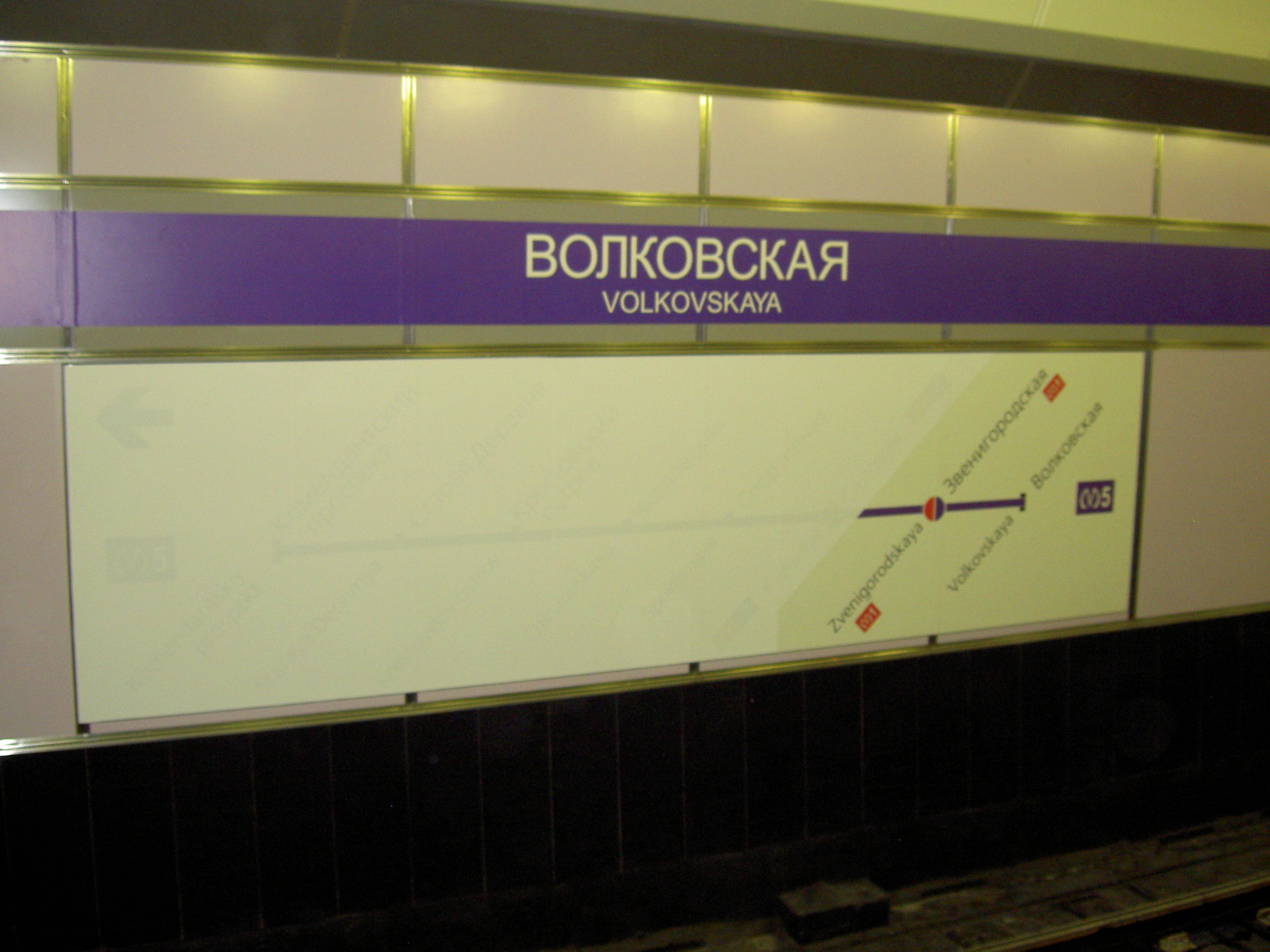
20 декабря 2008 года. Маршрутный указатель частично заклеен, так как движение на участке «Звенигородская» — «Садовая» будет открыто только 7 марта 2009 года
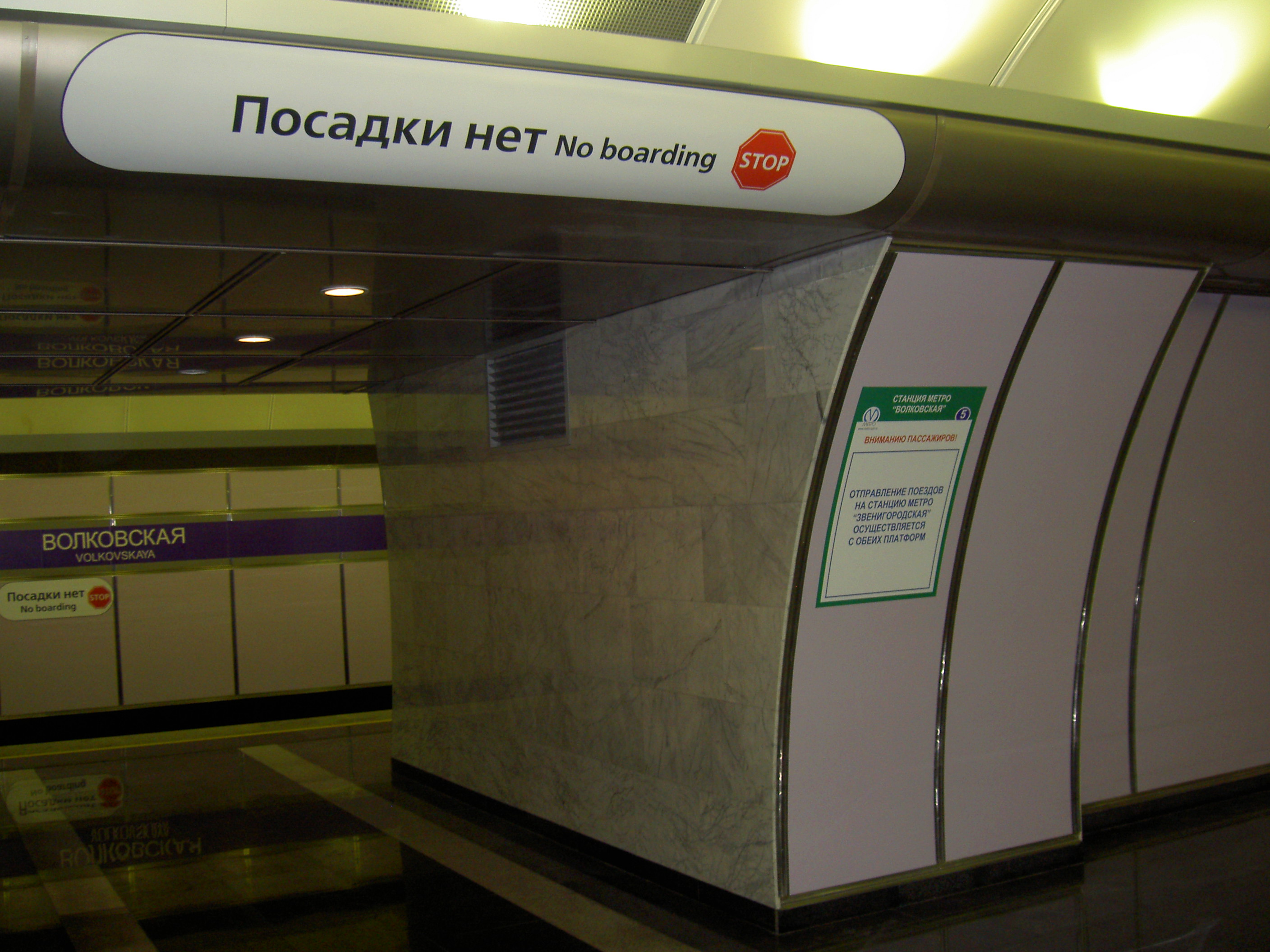
20 декабря 2008 года. Проход на платформу к поездам с «Обводного канала» и плакат, сообщающий о том, что с обеих платформ поезда следуют до «Звенигородской» (челночный режим движения действовал с 20 декабря 2008 года по 6 марта 2009 года включительно)
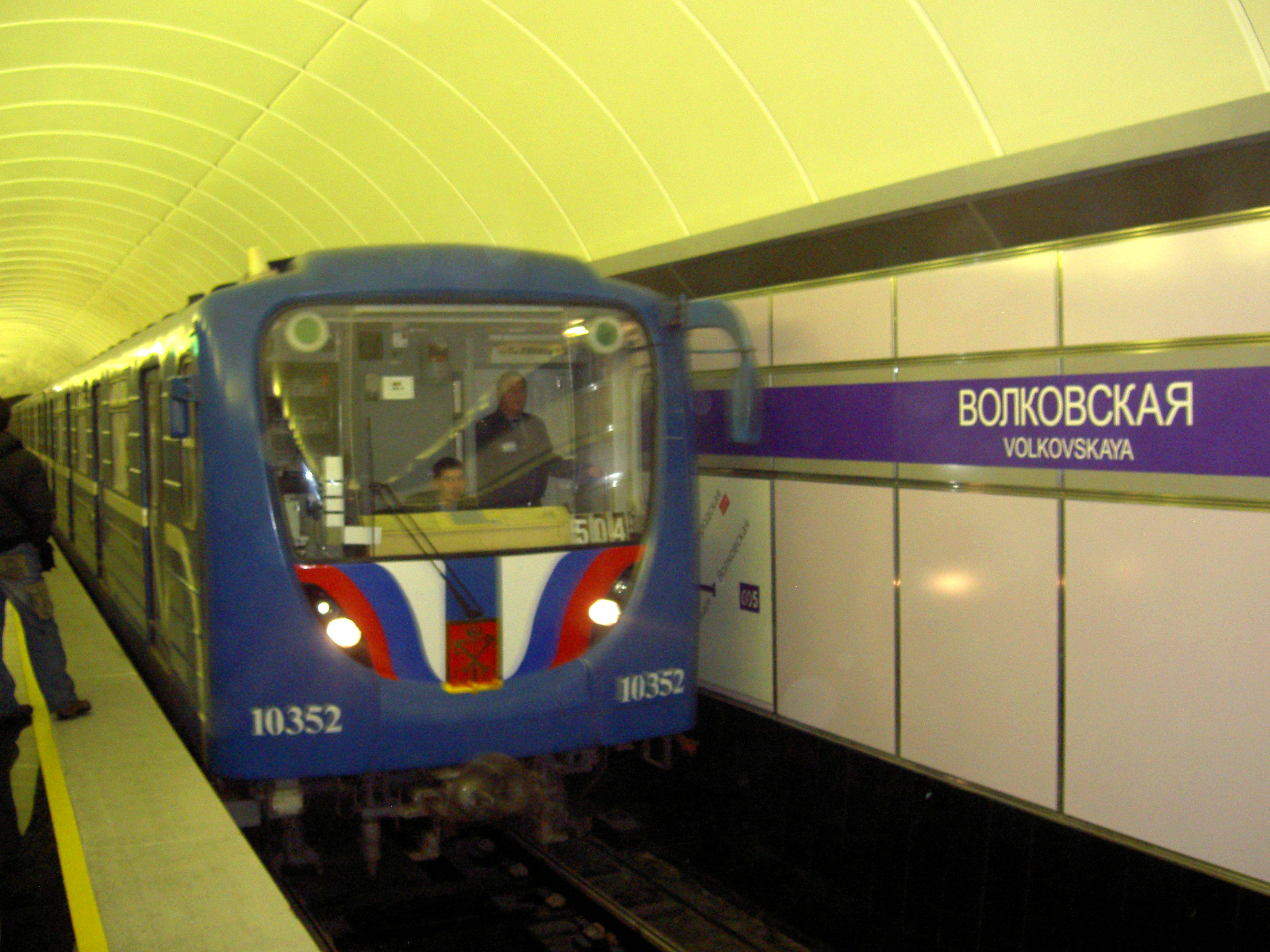
20 декабря 2008 года. Электропоезд, прибывающий со «Звенигородской» на платформу, предназначенную для поездов, прибывающих из тупика

## Путевое развитие
За станцией расположен шестистрелочный оборотный тупик. До открытия в 2012 году участка «Волковская» — «Международная» поезда оборачивались в этом тупике.

## Наземный транспорт

### Автобусные маршруты

#### Городские
| №   | Пересадки | Конечный пункт 1       | Конечный пункт 2                               |
| --- | --- | ---------------------- | ---------------------------------------------- |
| 54  | Купчино Проспект Славы Международная Бухарестская Обводный канал Лиговский проспект Площадь Восстания Маяковская Московский вокзал | Малая Балканская улица | Смольный                                       |
| 57  | Дунайская Проспект Славы Бухарестская                                                                                              | Малая Балканская улица | Боровая улица                                  |
| 74  | Купчино Бухарестская Обводный канал Лиговский проспект Площадь Восстания Маяковская Московский вокзал                              | Малая Балканская улица | Смольный                                       |
| 91  | Международная Бухарестская Обводный канал Лиговский проспект                                                                       | Сортировочная          | Площадь Восстания Маяковская Московский вокзал |
| 117 | Пролетарская Бухарестская | Троицкое поле          | улица Самойловой                               |

#### Пригородные
| №   | Пересадки                                                                                                 | Конечный пункт 1 | Конечный пункт 2 |
| --- | --- | ---------------- | ---------------- |
| 856 | Бухарестская Международная Проспект Славы Ломоносовская Волховстрой Гостинополье Андреево Волхов-Пристань | Обводный канал   | Кириши           |

### Трамвайные маршруты
| №  | Пересадки                                                                             | Конечный пункт 1       | Конечный пункт 2 |
| -- | ------------------------------------------------------------------------------------- | ---------------------- | ---------------- |
| 25 | Проспект Славы Международная Бухарестская Обводный канал Лиговский проспект           | Купчино                | улица Марата     |
| 49 | Дунайская Проспект Славы Международная Бухарестская Обводный канал Лиговский проспект | Малая Балканская улица | улица Марата     |

### Троллейбусные маршруты
| №  | Пересадки                                      | Конечный пункт 1 | Конечный пункт 2                               |
| -- | ---------------------------------------------- | ---------------- | ---------------------------------------------- |
| 42 | Бухарестская Обводный канал Лиговский проспект | Сортировочная    | Площадь Восстания Маяковская Московский вокзал |